# Гармония (дочь Гелона II)
Гармония (др.-греч. Ἁρμονία; умерла в 214 году до н. э., Сиракузы) — дочь царя Сиракуз Гелона II, жена Фемиста. Была убита толпой вместе с другими членами царского дома.

## Биография
Гармония была дочерью царя Сиракуз Гелона II и внучкой Гиерона II. Её матерью, по всей видимости, была Нереида, происходившая из эпирского царского рода Пирридов. После смерти отца и деда (215 год до н. э.) царём Сиракуз стал пятнадцатилетний брат Гармонии Гиероним, круто изменивший основные принципы внешней политики: он встал на сторону Карфагена, одержавшего ряд побед над Римом во Второй Пунической войне. В результате он был убит после тринадцати месяцев правления. Гармония вышла замуж за знатного сиракузянина Фемиста, и, согласно Ливию, на её свадьбе возник прокарфагенский заговор с целью государственного переворота. О заговоре стало известно сиракузскому совету, и Фемист вместе с другими заговорщиками был убит. Ожесточённая из-за этих событий толпа потребовала перебить всех членов царской семьи (214 год до н. э.).
Согласно Валерию Максиму, кормилица Гармонии выдала за царевну другую девушку, которая была убита ворвавшейся в дом толпой и при этом не попыталась сказать, кто она на самом деле. Восхищённая её благородством Гармония сознательно выдала себя и тоже была убита.